# Jüdische Gemeinde Meckenheim

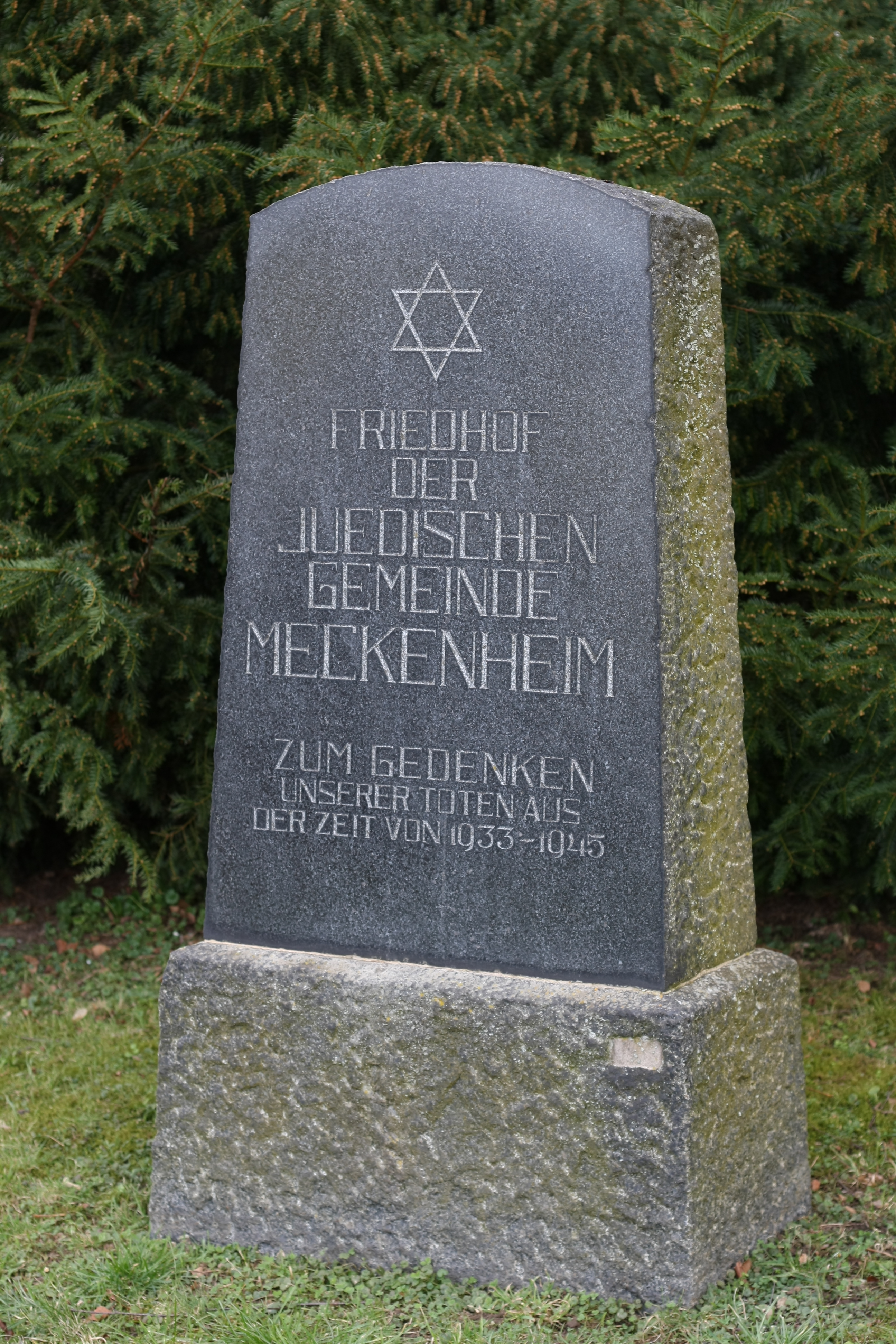
Gedenkstein zur Erinnerung an die jüdische Gemeinde in Meckenheim auf dem jüdischen Friedhof der Stadt

Eine Jüdische Gemeinde in Meckenheim, einer Stadt im Rhein-Sieg-Kreis in Nordrhein-Westfalen, bestand bereits im 16. Jahrhundert.

## Geschichte
Im Jahr 1598 sind erstmals Juden in Meckenheim überliefert, es werden in einer Beschwerde David Hirtz und Alexander Kluge genannt. Die auch in den folgenden Jahrhunderten ansässigen Juden lebten bescheiden von Geldgeschäften, als Krämer und Metzger bzw. handelten auch mit Wein und Pferden. Nach und nach gelang es ihnen, in der Hauptstraße und deren Nebenstraßen eigene Häuser zu bauen. Ein großer Brand im Jahr 1787 zerstörte viele christliche und jüdische Häuser. Ein eigener jüdischer Friedhof in Meckenheim wurde ab 1711 eingerichtet.
Bis zur Mitte des 19. Jahrhunderts waren nur sechs jüdische Familien in Meckenheim zugelassen. So werden im Jahr 1829 folgende Haushaltsvorstände genannt: Berlin Jakob, Ezich Levi, Hirz Hermann, Jahn Bernard, Selig Bernhard und Wolff Levi. 
Im Jahr 1888 war der Höchststand der jüdischen Bevölkerung mit 150 Personen, etwa 4 % der Gesamteinwohnerschaft, erreicht und gleichzeitig war die damalige protestantische Gemeinde kleiner. Ende des 19. Jahrhunderts ging die jüdische Einwohnerzahl zurück, da ein Teil in die größeren Städte der Region abwanderte, wo bessere wirtschaftliche Möglichkeiten vorhanden waren. 
Die jüdische Gemeinde in Meckenheim wurde ab 1869 Filialgemeinde der neu geschaffenen Synagogengemeinde des Kreises Rheinbach.

## Synagoge und Schulhaus

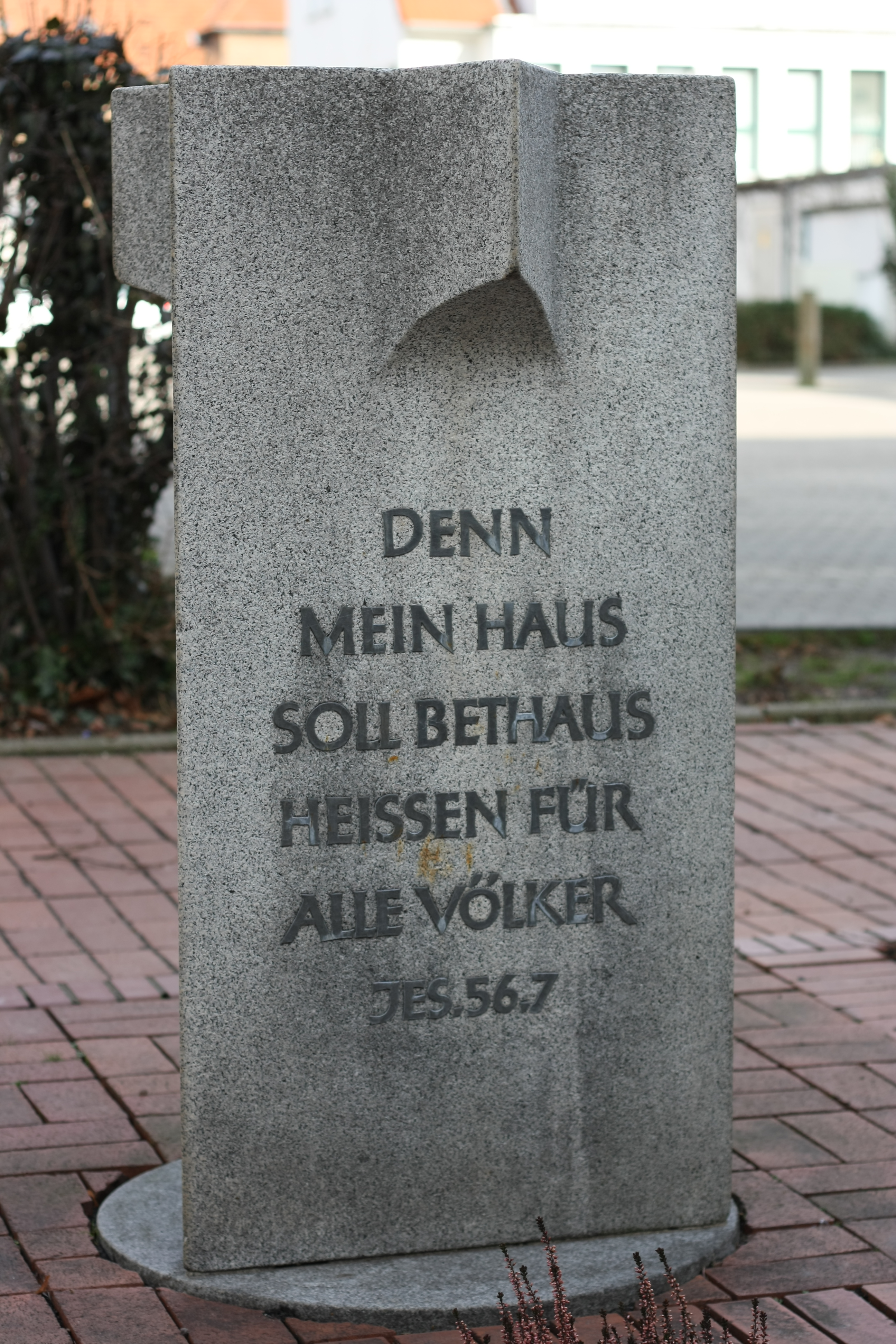
Gedenkstein zur Erinnerung an die Synagoge in Meckenheim

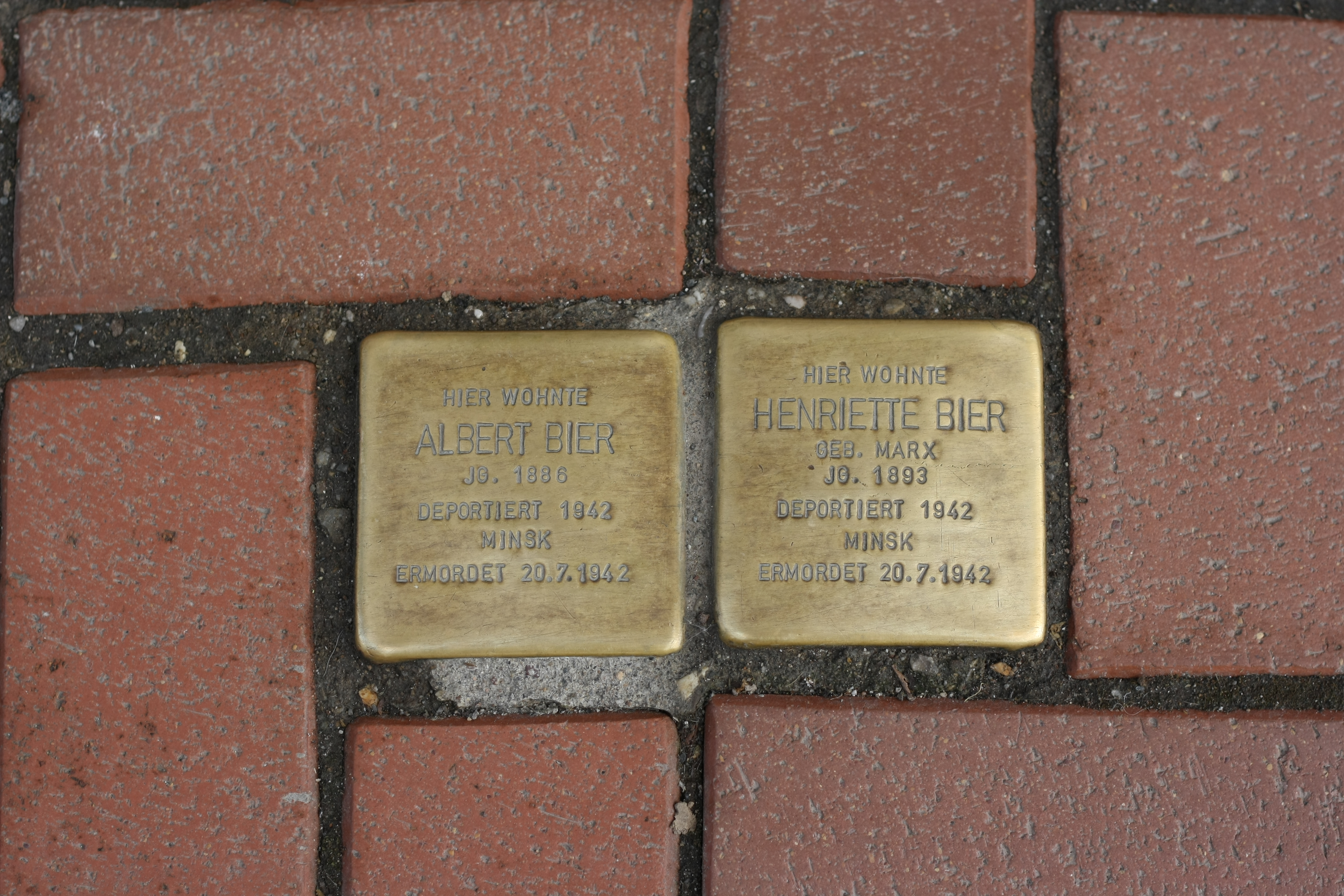
Stolpersteine für die ermordeten jüdischen Bürger Albert und Henriette Bier vor dem Haus Hauptstraße 55 in Meckenheim

Die jüdische Gemeinde in Meckenheim errichtete 1870 in der heutigen Prof.-Scheeben-Straße eine kleine Synagoge  und 1883 direkt davor zur Straße hin ein Gebäude für die Religionsschule. Seit 1865 wurde ein Kantor und Religionslehrer beschäftigt. Die jüdischen Kinder erhielten den Elementarunterricht an der christlichen Knaben- und Mädchenschule. Ab 1888 musste die jüdische Religionsschule in Rheinbach besucht werden. 
Die Synagoge, die auch von der jüdischen Bevölkerung in Adendorf, Altendorf, Arzdorf und Ersdorf besucht wurde, war ein schlichtes Gebäude, das für 70 Personen (einschließlich der Frauenempore) Platz hatte. Zwischen der davor stehenden Schule und der Synagoge bestand im ersten Stock eine drei Meter lange Brücke. Am 10. November 1938 wurde das Mobiliar der Synagoge zerstört und danach wurde auf Druck des Staates das Gebäude an die benachbarte Baumaterialienhandlung verkauft und zu einem Lagerraum umgebaut. Bei einem Bombenangriff Anfang März 1945 wurden die Synagoge, das ehemalige jüdische Schulhaus und die benachbarten Gebäude zerstört.

## Gemeindeentwicklung
| Jahr    | Gemeindemitglieder |
| ------- | ------------------ |
| 1808/09 | 51 Personen        |
| 1854    | 84 Personen        |
| 1872    | 122 Personen       |
| 1888    | 150 Personen       |
| 1895    | 143 Personen       |
| 1905    | 100 Personen       |
| 1911    | 88 Personen        |
| 1933    | 65 Personen        |
| 1939    | 26 Personen        |

## Zeit des Nationalsozialismus
In der Zeit des Nationalsozialismus wanderte ein Teil der jüdischen Einwohner wegen der staatlichen Repressalien aus. Am 10. November 1938 wurden in der Pogromnacht an sämtlichen jüdischen Geschäften und Wohnhäusern die Fenster eingeschlagen und teilweise die Einrichtung zerstört. In Meckenheim wurde die Synagoge – im Gegensatz zu Rheinbach – nicht in Brand gesteckt, da die Gefahr für die Nachbarhäuser erkannt wurde. Das Mobiliar der Synagoge wurde zerstört. Auf Druck der Nationalsozialisten wurde das Gebäude an die benachbarte Baumaterialienhandlung verkauft und zu einem Lagerraum umgebaut. Beim Bombenangriff Anfang März 1945 wurden die Synagoge, das ehemalige jüdische Schulhaus und die benachbarten Gebäude zerstört.
Am 24. November 1939 musste die jüdische Gemeinde Meckenheim unentgeltlich den Friedhof  der Stadt Meckenheim übereignen. Die Stadt verpflichtete sich den Friedhof zu pflegen und während der gesetzlichen Liegezeit keine Veränderungen vorzunehmen. Die Stadt hielt sich nicht an die Vereinbarungen und verkaufte 1942 die Grabsteine an die Marmor- und Granitwerke in Bad Godesberg. 1945 war der Friedhof verwüstet und nur noch wenige Grabsteine waren vollständig erhalten. Anfang 1942 wurden die letzten jüdischen Bewohner in einem Sammellager in Bonn-Endenich interniert und am 20. Juli ab Bahnhof Köln-Deutz nach Maly Trostinez bei Minsk des gleichen Jahres deportiert. Darunter die Familie Stern, die 1936 wegen wachsendem Druck in Hohenlimburg ihr Haus verkaufen mussten und zu Verwandten nach Meckenheim gezogen war. Dort wurde sie mit über 1000 weiteren Juden in den Wald getrieben und erschossen. Bis 1944 wurden dort Zehntausende ermordet.
Das Gedenkbuch des Bundesarchivs verzeichnet 40 in Meckenheim geborene jüdische Bürger, die dem Völkermord des nationalsozialistischen Regimes zum Opfer fielen.

## Gedenken
Im Jahr 1984 wurde ein Mahnmal auf dem Synagogenplatz eingeweiht, um an die Zerstörung der jüdischen Gemeinde zu erinnern. Bereits in den 1950er Jahren wurde auf dem örtlichen jüdischen Friedhof ein Gedenkstein für die Opfer der nationalsozialistischen Judenverfolgung errichtet.